# Koszyk na bidon

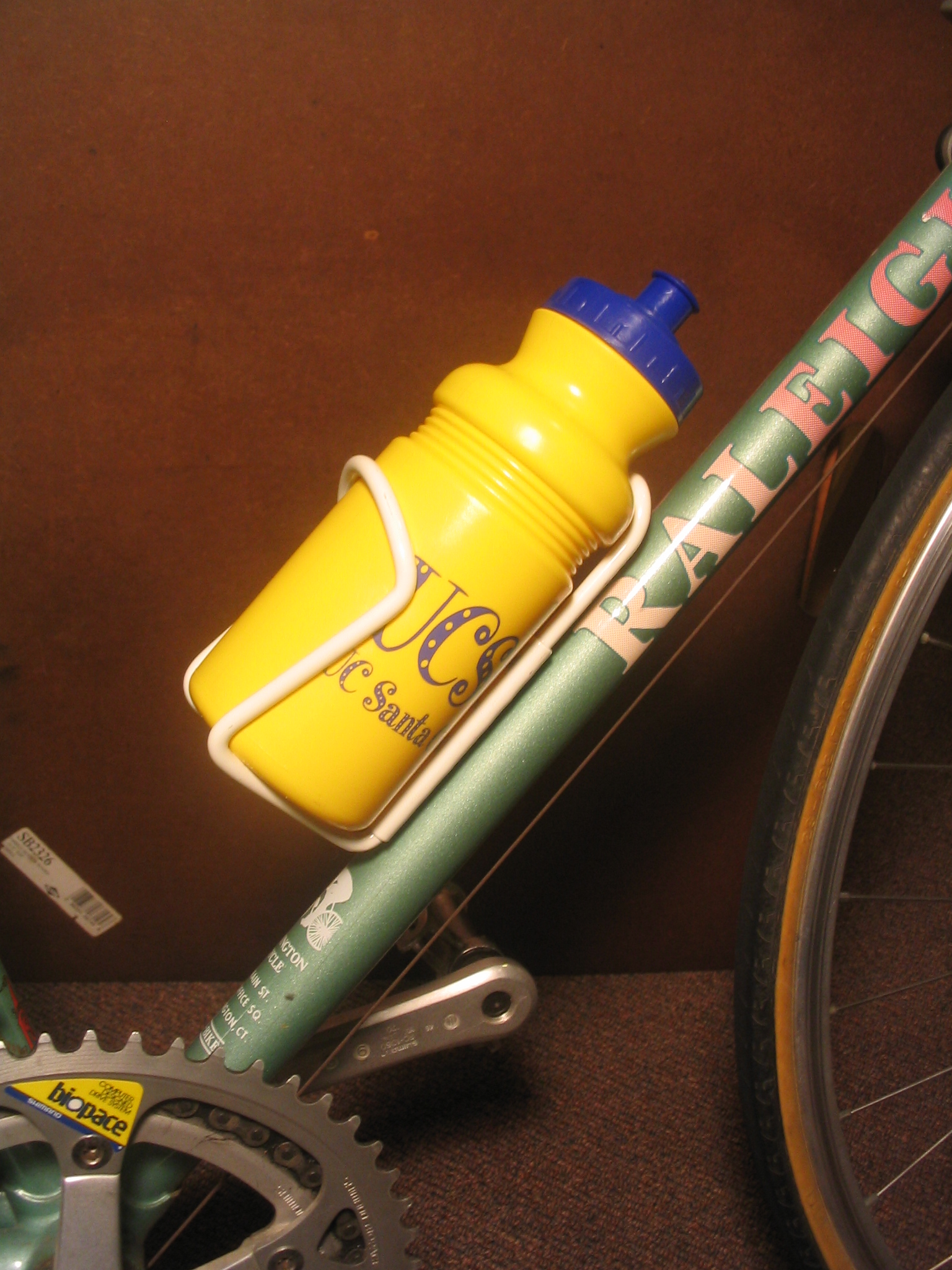
Biały koszyk na bidon wraz z umieszczonym w nim bidonem

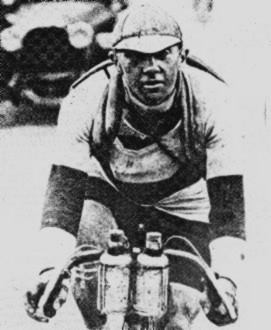
Umiejscowienie bidonów podczas Tour de France w 1919 roku

Koszyk na bidon – element mocowany zazwyczaj do ramy roweru służący umieszczaniu w nim bidonu rowerowego.
Koszyki wykonywane są najczęściej z tworzyw sztucznych, aluminium, stali nierdzewnej, tytanu lub włókna węglowego.

## Umiejscowienie
Wiele obecnie produkowanych ram rowerowych posiada gwintowane otwory umożliwiające zamocowanie koszyków. Umieszczane są one zazwyczaj na górnej części dolnej rury, bądź z przodu rury podsiodłowej. Aby umożliwić przewożenie większej ilości płynów (szczególnie w rowerach turystycznych), istnieje możliwość mocowania koszyka również na spodniej części dolnej rury ramy, aczkolwiek taka lokalizacja zwiększa ryzyko ubrudzenia bidonu i znacząco utrudnia wyjęcie go podczas jazdy. W przypadku braku otworów w ramie można zastosować specjalny uchwyt, do którego przykręca się bidon lub koszyk mocowany w inny sposób, np. zlokalizowany z tyłu siodełka przymocowany do sztycy podsiodłowej lub umieszczany na kierownicy.
W rowerach poziomych koszyki umieszcza się na tylnej części oparcia, przy jego krawędzi.

## Inne zastosowania
Istnieją lampki rowerowe posiadające zewnętrzny akumulator o kształcie przypominającym bidon, co umożliwia przewożenie go w koszyku.
Wiele pompek rowerowych jest sprzedawanych wraz z uchwytem mocowanym do tych samych otworów co koszyki na bidon.
Oprócz koszyków na standardowe bidony istnieją również wersje służące do przewożenia powszechnie spotykanych plastikowych butelek o pojemności 1,5 l lub piersiówek.